# Club Deportivo San Isidro
Maillots
Le Club Deportivo San Isidro est un club de football espagnol basé à Granadilla de Abona.

## Présentation
Le club a passé deux saisons en Segunda División B (3e division espagnole) : lors de la saison 2005/2006 et lors de la saison 2007/2008.
Le footballeur international espagnol Pedro Rodríguez Ledesma a été formé au club.
Joueur emblématiques :
- Pedro Rodríguez Ledesma